# R-39
L'R-39 Rif  (in cirillico: P-39 PиФ, nome in codice NATO: SS-N-20 Sturgeon) anche noto come RSM-52, è stato un missile balistico imbarcato (SLBM) di fabbricazione sovietica sviluppato dal Bureau Makeyev negli anni settanta ed entrato in servizio presso la Marina sovietica nel 1983.
Progettato per condurre attacchi nucleari ad oltre 8.000 km di distanza, era in grado di trasportare 10 testate MIRV da 200 kilotoni ciascuna. 
Basato su sottomarini lanciamissili classe Typhoon, è stato ritirato nel 2004 e nel 2012 gli ultimi esemplari sono stati completamente smantellati.

## Utilizzatori
Russia
- Voenno-morskoj flot - VMF RF

In servizio dal 1992 al 2004

 Unione Sovietica
- Voenno-morskoj flot - VMF CCCP

In servizio dal 1983 al 1991